# Yolande Touba
Yolande Touba Byolo, née le 18 juillet 1993, est une handballeuse camerounaise. Elle mesure 1,62 m.
Elle évolue au poste d'ailière droite avec le club du Dynamique de Bokito, au Cameroun. Elle fait également partie de l'équipe du Cameroun, avec laquelle elle participe au championnat du monde 2017 en Allemagne,.

## Palmarès

### En équipe nationale
- 20e place au Championnat du monde 2017
- Médaille d'argent aux Jeux africains de 2019.
- Médaille d'argent au championnat d'Afrique 2022.